# African Herbsman
African Herbsman (englisch für „Afrikanischer Kräutermann“) ist ein von Lee Perry produziertes Album der jamaikanischen Reggaemusikers Bob Marley & The Wailers, das im Juli 1973 erschien.

## Allgemein
Bob Marley & The Wailers hatten 1971 die Zusammenarbeit mit Lee Perry und Upsetter Records beendet und stattdessen bei Chris Blackwells Island Records unterschrieben, das im Vereinigten Königreich den Status eines Major-Labels innehatte. Im April 1973 erschien auf Island Records das Album Catch a Fire, das bereits international Aufmerksamkeit erzielte. Trojan Records versuchte an dessen Erfolg anzuknüpfen und brachte im Juli mit African Herbsman ein Kompilationsalbum heraus, das aus bereits veröffentlichtem Material bestand. African Herbsman versammelt elf Lieder des Vorgängeralbums Soul Revolution Part II von 1971, dem die vier Singles Lively Up Yourself, Small Axe, Trenchtown Rock und das Medley All in One sowie Peter Toshs Komposition 400 Years hinzugefügt wurden. Titeltrack des Albums war mit African Herbsman eine Fremdkomposition von Richie Havens, die im Original Indian Rope Man heißt. Bereits im Oktober 1973 erschien mit Burnin’ ein weiteres Album von Bob Marley & The Wailers.
Im Gegensatz zu späteren Alben Marleys klingen die hier versammelten Aufnahmen eher spröder (oder wie Experten sagen: jamaikanisch-authentischer), was für manche aber gerade für die anscheinend beste musikalische Phase Marleys spricht, da hier der klassische Reggae noch mit Elementen des Dub, Rocksteady und Ska vorgetragen wird.

## Titelliste

### Originalalbum von 1973
Seite 1
1. Lively Up Yourself – 2:57
2. Small Axe – 4:00
3. Duppy Conqueror – 3:04
4. Trenchtown Rock – 2:51
5. African Herbsman (Richie Havens) – 2:26
6. Keep on Moving (Lee Perry, Curtis Mayfield, Marley) – 3:08
7. Fussing And Fighting – 2:30
8. Stand Alone – 2:10

Seite 2
1. All in One (Neville Livingston, Marley) – 3:38
2. Don’t Rock The Boat – 4:35
3. Put it On – 3:11
4. Sun Is Shining – 2:13
5. Kaya – 2:37
6. Riding High (Neville Livingston, Cole Porter) – 2:48
7. Brain Washing – 2:42
8. 400 Years (Peter Tosh) – 2:32

### Reissue mit CD-Bonus von 2003
1. Lively Up Yourself – 2:57
2. Small Axe – 4:00
3. Duppy Conqueror – 3:04
4. Trenchtown Rock – 2:51
5. African Herbsman (Richie Havens) – 2:26
6. Keep on Moving (Lee Perry, Curtis Mayfield, Marley) – 3:08
7. Fussing And Fighting – 2:30
8. Stand Alone – 2:10
9. All in One (Neville Livingston, Marley) – 3:38
10. Don’t Rock The Boat – 4:35
11. Put it On – 3:11
12. Sun Is Shining – 2:13
13. Kaya – 2:37
14. Riding High (Neville Livingston, Cole Porter) – 2:48
15. Brain Washing – 2:42
16. 400 Years (Peter Tosh) – 2:32
17. Memphis (The Upsetters Dub Version) – 2:09
18. Live (Lively Up Yourself Version von Tommy McCook) – 2:51
19. More Axe – 3:31
20. The Axe Man (Small Axe Version von The Upsetters) – 2:47
21. Zig Zag (Duppy Conqueror Version von The Upsetters) – 2:58
22. Grooving Kingston 12 (Trenchtown Rock Version) – 2:56
23. Moving Version (DJ Big Youth Version) – 2:58
24. Keep on Skanking – 3:21
25. Copasetic (All in One Version von The Upsetters) (Medley: Bend Down Low / Nice Time / One Love / Simmer Down / It Hurts to be Alone / Lonesome Feeling) – 3:05
26. Kaya (Version 2) – 2:41

## Rezeption
Matthew Hilburn schreibt in seiner Rezension für Allmusic: „Was die Hörer mit diesem auf 16-Spuren aufgenommenen Reggae-Meisterwerk bekommen, ist womöglich die beste Musik, die Bob Marley & The Wailers jemals aufgenommen haben.“ Er vergibt fünf von fünf Sternen.